# Miroirs dans le shintoïsme

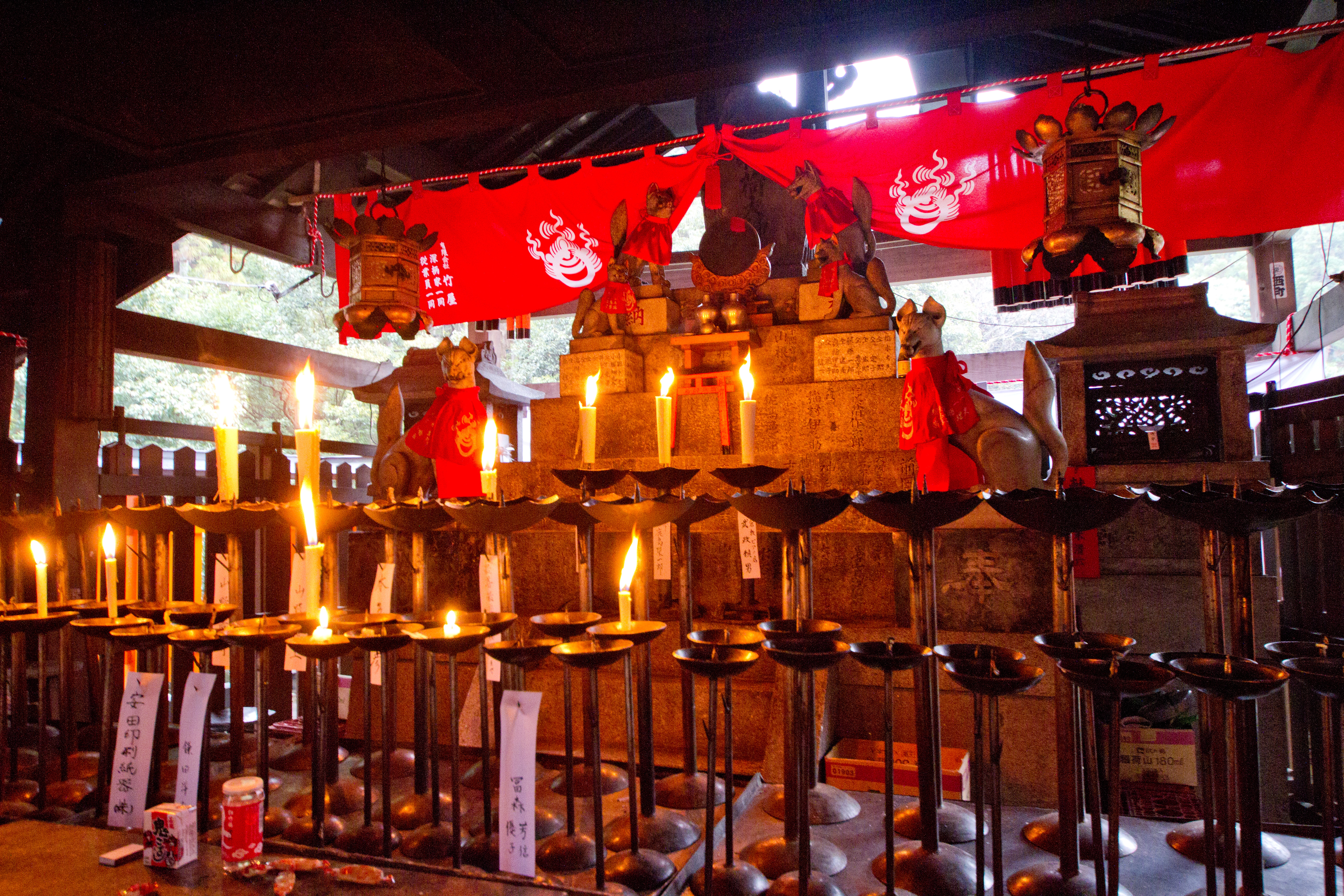
Un miroir sur un autel à Fushimi Inari-taisha.

Un miroir divin (神鏡, Shinkyō) est un miroir shinto utilisé dans les rituels et les sanctuaires. Certains miroirs sont vénérés dans le bâtiment principal d'un sanctuaire (honden) en tant qu'objet sacré de l'esprit divin, ou sont placés devant la divinité dans une salle de culte (Haiden).
Le Yata no Kagami, l'un des Trois Trésors Sacrés, est aussi l'un des miroirs sacrés.
Les esprits sont enchâssés dans des miroirs divins comme le Shintai. On pense que les miroirs ont été utilisés pour refléter la lumière du soleil pendant le culte du soleil, créant ainsi des effets optiques.
Dans le Nihon shoki, Amaterasu donna à son petit-fils, Ninigi-no-Mikoto, un miroir et lui dit : « Prends ceci et vénère-le comme si c'était moi-même ».
Les adeptes du shintoïsme croient qu'en vénérant un miroir, ils voient le divin en eux-mêmes et adorent le divin en eux-mêmes,.